# Lelant

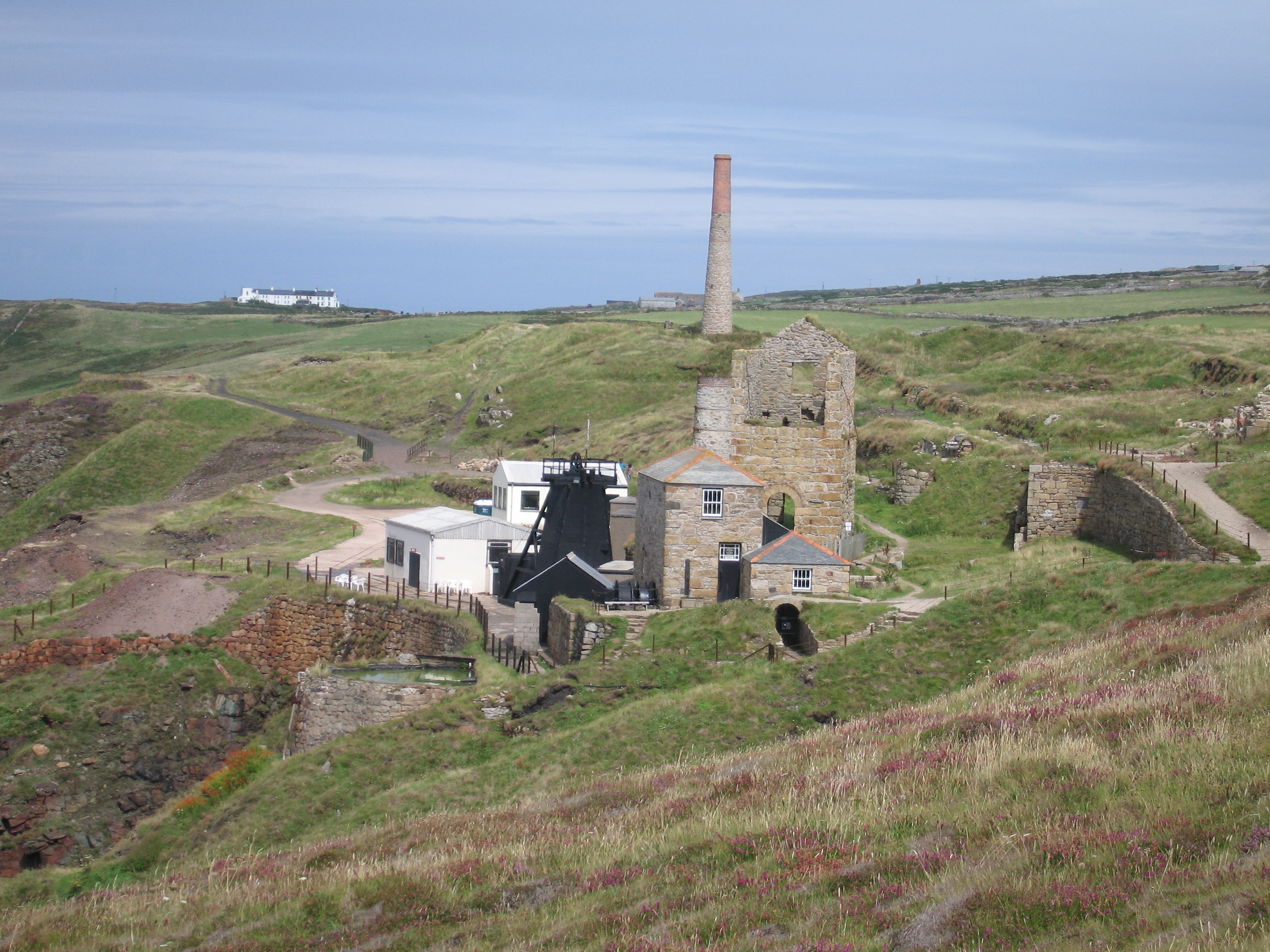
Zabytkowa kopalnia cyny w Lelant

Lelant, IPA /lə'lænt/ – wieś w Wielkiej Brytanii, w Kornwalii, nad Oceanem Atlantyckim nad zatoką St Ives Bay, przy linii kolejowej St Ives bay line. St Erth - St Ives. W r. 1998 zamieszkiwało ją 4230 osób.
Wieś istnieje od średniowiecza, choć nie wymieniono jej w Domesday Book. W średniowieczu wieś była ważnym portem, którego ruiny pozostały do dziś. Obecnie wieś jest miejscowością wypoczynkową z piaszczystą plażą. Leży na szklaku turystycznym South West Coast Path. We wsi zabytkowy kościół św. Uny.